# 코업레지던스

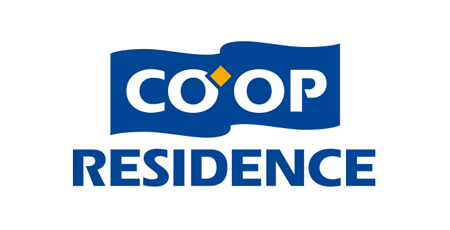
CO-OP 레지던스 로고

코업레지던스(영어: CO-OP Residence)는 대한민국 서비스드 레지던스 브랜드이다. 다수의 소유자에게 분양되는 수익형 시설로 유니트내에 주방시설이 포함되어 있다.

## 같이 보기
- 코업호텔
- 코업 스타클래스